# Гай Сервилий Каска (народный трибун)
Гай Сервилий Каска (лат. Gaius Servilius Casca; III век до н. э.) — римский политический деятель из плебейской ветви рода Сервилиев, народный трибун в 212 году до н. э.. Упоминается только в связи с трибунатом и только в одном источнике — у Тита Ливия: его родственник Марк Постумий, откупщик, был привлечён к суду за незаконные махинации, и другие откупщики требовали от Каски вмешательства и наложения вето на голосование. Гай вмешиваться не стал. Существует предположение, что когномен Каска приписан этому политику по ошибке.